# Pic Outlook
Pour les articles homonymes, voir Outlook.
Le pic Outlook est une montagne située dans la région de Qikiqtaaluk au Nunavut au Canada à la limite sud-ouest de la calotte glaciaire Muller. Avec un sommet à une altitude de 2 210 m, il s'agit du point culminant des monts Princess Margaret et de l'île Axel Heiberg.